# Протокооперація
Протокооперація — тип взаємин між двома організмами (популяціями), при якому обидва отримують користь, але який нерідко не є обов'язковим і взаємозв'язок просто випадковий. Протокооперацію розглядають як один з різновидів симбіозу.

## Приклади
Наприклад жук темний м'якотілий живе (живиться) на рослинах і випадково бере участь у їхньому запиленні.
Іншим прикладом є взаємовідносини між дрібними рибами родини губаневих та великих хижих мурен. Серед губаневих є так звані риби-чистильщики, які збирають на великих рибах ектопаразитів, що знаходяться на шкірі, в зябровій і ротовій порожнині. Великі хижаки, у тому числі мурени, які мають паразитів, підпливають у місця існування губанів та дають їм можливість знижувати паразитів у себе в роті, хоча могли б легко їх проковтнути. 